# Autoestima
La autoestima es el conjunto de  

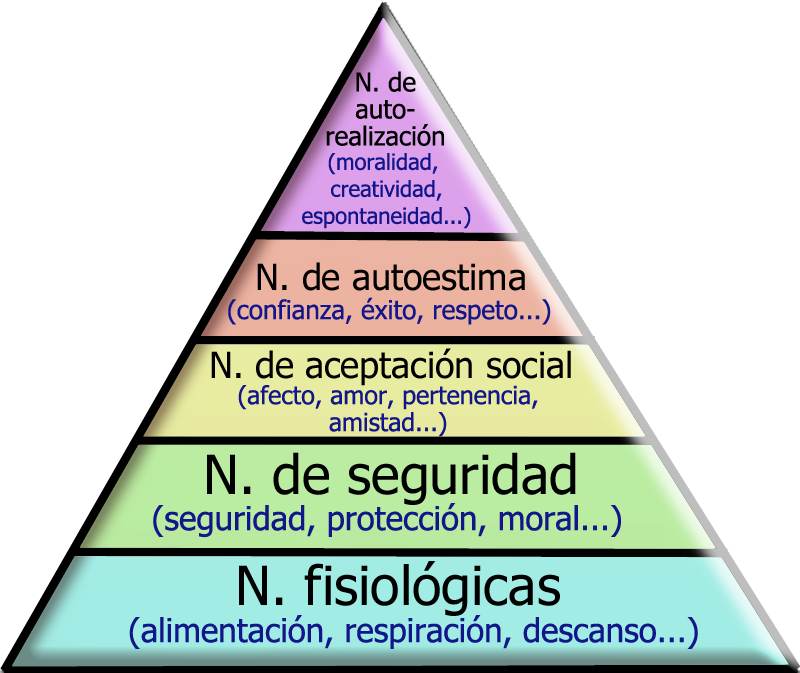
Pirámide de Maslow: Jerarquía de las necesidades humanas postulada por Abraham Maslow.

percepciones, pensamientos, evaluaciones, sentimientos y tendencias de comportamientos dirigidos hacia uno mismo, hacia nuestra manera de ser, y hacia los rasgos de nuestro cuerpo y nuestro carácter. En resumen: es la evaluación perceptiva de nosotros mismos. En su jerarquía de las necesidades humanas, se describe como la necesidad de aprecio, que se divide en dos aspectos, el que se tiene uno mismo (amor propio, confianza, aprecio, suficiencia, etc), y el respeto y estimación que se recibe de otras personas (reconocimiento, aceptación, etc.). La expresión de aprecio más sana según Maslow es la que se manifiesta "en el respeto que le merecemos a otros, más que el renombre, la celebridad y la adulación".
Carl Rogers, máximo exponente de la psicología humanista, expuso que la raíz de los problemas de muchas personas es que se desprecian y se consideran seres sin valor e indignos de ser amados; de ahí la importancia que le concedía a la aceptación incondicional del cliente. En efecto, el concepto de autoestima se aborda desde entonces en la escuela humanista como un derecho inalienable de toda persona, sintetizado en el siguiente "axioma": todo ser humano, sin excepción, por el mero hecho de serlo, es digno del respeto incondicional de los demás y de sí mismo; merece estimarse y que se le estime.
Todos tenemos una imagen mental de quiénes somos, qué aspecto tenemos, en qué somos buenos y cuáles son nuestros puntos débiles. Nos formamos esa imagen a lo largo del tiempo, empezando en nuestra infancia. El término auto-imagen se utiliza para referirse a la imagen mental que una persona tiene de sí.
En virtud de este razonamiento incluso los seres humanos más viles merecen un trato humano y considerado. Esta actitud, no obstante, no busca entrar en conflicto con los mecanismos que la sociedad tenga a su disposición para evitar que unos individuos causen daño a otros—sea del tipo que sea—.
El concepto de autoestima varía en función del paradigma psicológico que lo aborde (psicología humanista, psicoanálisis, o conductismo). Desde el punto de vista del psicoanálisis, la autoestima está íntimamente relacionada con el desarrollo del ego; por otro lado, el conductismo se centra en conceptos tales como estímulo, respuesta, refuerzo y aprendizaje, con lo cual el concepto holístico de autoestima no tiene sentido. La autoestima es además un concepto que ha traspasado frecuentemente el ámbito exclusivamente científico para formar parte del lenguaje popular. El budismo considera al ego una ilusión de la mente, de tal modo que la autoestima, e incluso el alma, son también ilusiones; el amor y la compasión hacia todos los seres con sentimientos y la nula consideración del ego, constituyen la base de la felicidad absoluta. En palabras de Buda, "no hay un camino hacia la felicidad, la felicidad es el camino".

## Fundamentos de la autoestima
La capacidad de desarrollar una confianza y un respeto saludable por sí mismo es propia de la naturaleza de los seres humanos, ya que el solo hecho de poder pensar constituye la base de suficiencia, y el único hecho de estar vivos es la base de su derecho a esforzarse por conseguir felicidad. Así pues, el estado natural del ser humano debería corresponder a una autoestima alta. Sin embargo, la realidad es que existen muchas personas que, lo reconozcan o no, lo admitan o no, tienen un nivel de autoestima inferior al teóricamente natural.
Ello se debe a que, a lo largo del desarrollo, y a lo largo de la vida en sí, las personas tienden a apartarse de la auto-conceptualización [y conceptualización] positiva, o bien a no acercarse nunca a ellas; los motivos por los que esto ocurre son diversos, y pueden encontrarse en la influencia negativa de otras personas, en un auto-castigo por haber faltado a los valores propios [o a los valores de su grupo social], o en un déficit de comprensión o de compasión por las acciones que uno realiza [y, por extensión, de las acciones que realizan los demás].

John Powell, conocido divulgador de psicología, confiesa en uno de sus libros que, cuando alguien le alaba sinceramente, él, en lugar de atenuar sus propios méritos, como suele hacerse, responde: «extiéndase, por favor, extiéndase». Respuesta que, por insólita, suele hacer reír a la audiencia cuando se cuenta en público. Y también hace pensar.
José-Vicente Bonet

## Grados de autoestima
La autoestima es un concepto gradual. En virtud de ello, las personas pueden presentar en esencia uno de tres estados:
- Tener una autoestima alta equivale a sentirse confiadamente apto para la vida, o, usando los términos de la definición inicial, sentirse capaz y valioso; o sentirse aceptado como persona.[5]

- Tener una autoestima baja es el no sentir disposición para la vida; es sentirse equivocado como persona.[5]

- Tener un término medio de autoestima es oscilar entre los dos estados anteriores, es decir, sentirse apto e inútil, acertado y equivocado como persona, y manifestar estas incongruencias en la conducta —actuar, unas veces, con sensatez, otras, con irreflexión—-, reforzando, así, la inseguridad.[5]

En la práctica, y según la experiencia de Nathaniel Branden, todas las personas son capaces de desarrollar la autoestima positiva, al tiempo que nadie presenta una autoestima totalmente sin desarrollar. Cuanto más flexible es la persona, tanto mejor resiste todo aquello que, de otra forma, la haría caer en la derrota o la desesperación.

### Escalera de la autoestima
Autorreconocimiento: Es reconocerse a sí mismo, reconocer las necesidades, habilidades, potencialidades y debilidades, cualidades corporales o psicológicas, observar sus acciones, como actúa, por qué actúa y qué siente.
Autoaceptación: Es la capacidad que tiene el ser humano de aceptarse tal como es, en lo físico, psicológico y social; aceptar cómo es su conducta consigo mismo y con los otros. Es admitir y reconocer todas las partes de sí mismo como un hecho, como forma de ser y sentir.
Por autoaceptación se entiende:
1. El reconocimiento responsable, ecuánime y sereno de aquellos rasgos físicos y psíquicos que nos limitan y empobrecen, así como de aquellas conductas inapropiadas y/o erróneas de las que somos autores.[1]
2. La consciencia de nuestra dignidad innata como personas que, por muchos errores o maldades que perpetremos, nunca dejaremos de ser nada más y nada menos que seres humanos falibles.[1]

En palabras de Albert Ellis:

'Autoaceptación' quiere decir que la persona se acepta a sí misma plenamente y sin condiciones, tanto si se comporta como si no se comporta inteligente, correcta o competentemente, y tanto si los demás le conceden como si no le conceden su aprobación, su respeto y su amor.
Albert Ellis

Autovaloración: Refleja la capacidad de evaluar y valorar las cosas que son buenas de uno mismo, aquellas que le satisfacen y son enriquecedoras, le hacen sentir bien, le permiten crecer y aprender. Es buscar y valorar todo aquello que le haga sentirse orgulloso de sí mismo.
Autorrespeto: Expresar y manejar en forma conveniente sentimientos y emociones, sin hacerse daño ni culparse. El respeto por sí mismo es la sensación de considerarse merecedor de la felicidad, es tratarse de la mejor forma posible, no permitir que los demás lo traten mal; es el convencimiento real de que los deseos y las necesidades de cada uno son derechos naturales, lo que permitirá poder respetar a los otros con sus propias individualidades.
Autosuperación: Si la persona se conoce es consciente de sus cambios, crea su propia escala de valores, desarrolla y fortalece sus capacidades y potencialidades, se acepta y se respeta; está siempre en constante superación, por lo tanto, tendrá un buen nivel de autoestima, generando la capacidad para pensar y entender, para generar, elegir y tomar decisiones y resolver asuntos de la vida cotidiana, escuela, amigos, familia, etc. Es una suma de pequeños logros diarios.

### Autoeficacia y auto dignidad
La autoestima tiene dos aspectos relacionados entre sí:[cita requerida]
1. Un sentido de ganador y de poder salir adelante (autoeficacia).
2. Un sentido de mérito personal (auto dignidad).
Autoeficacia: confiar en el funcionamiento de mi mente, capacidad de pensar, en los procesos por los cuales juzgo, elijo, decido; confianza en la capacidad de comprender los hechos de la realidad que entran en la esfera de mis intereses y necesidades; confianza conocedora en uno mismo.
Autodignidad: seguridad de mi valor; una actitud afirmativa hacia mi derecho de vivir y felicidad.
Autoeficacia y auto dignidad son los pilares duales de la autoestima. La falta de alguno de ellos afecta enormemente; representan la esencia de la autoestima.

## Importancia de la autoestima positiva
Es imposible la salud psicológica, a no ser que lo esencial de la persona sea fundamentalmente aceptado, amado y respetado por otros y por ella misma.
Abraham Maslow

La autoestima permite a las personas enfrentarse a la vida con mayor confianza, benevolencia y optimismo, y por consiguiente alcanzar más fácilmente sus objetivos y autorrealizarse.
Permite que uno sea más ambicioso respecto a lo que espera experimentar emocional, creativa y espiritualmente. Desarrollar la autoestima es ampliar la capacidad de ser felices; la autoestima permite tener el convencimiento de merecer la felicidad.
Comprender esto es fundamental, y redunda en beneficio de todos, pues el desarrollo de la autoestima positiva aumenta la capacidad de tratar a los demás con respeto, benevolencia y buena voluntad, favoreciendo así las relaciones interpersonales enriquecedoras y evitando las destructivas.

El amor a los demás y el amor a nosotros mismos no son alternativas opuestas. Todo lo contrario, una actitud de amor hacia sí mismos se halla en todos aquellos que son capaces de amar a los demás.
Erich Fromm

Permite la creatividad en el trabajo, y constituye una condición especialmente crítica para la profesión docente.
José-Vicente Bonet, en su libro Sé amigo de ti mismo: manual de autoestima, recuerda que la importancia de la autoestima es algo evidente:

La importancia de la autoestima se aprecia mejor cuando cae uno en la cuenta de que lo opuesto a ella no es la heteroestima, o estima de los otros, sino la desestima propia, rasgo característico de ese estado de suma infelicidad que llamamos «depresión». Las personas que realmente se desestiman, se menosprecian, se malquieren..., no suelen ser felices, pues no puede uno desentenderse u olvidarse de sí mismo.
José-Vicente Bonet

## Escala de Autoestima de Rosenberg
Rosenberg entiende a la autoestima como un fenómeno actitudinal creado por fuerzas sociales y culturales. La autoestima se crea en un proceso de comparación que involucra valores y discrepancias. El nivel de autoestima de las personas se relaciona con la percepción de sí mismo en comparación con los valores personales. Estos valores fundamentales han sido desarrollados a través del proceso de socialización. En la medida que la distancia entre el sí mismo ideal y el sí mismo real es pequeña, la autoestima es mayor. Por el contrario, cuanto mayor es la distancia, menor será la autoestima, aun cuando la persona sea vista positivamente por otros.[cita requerida]
La autoestima es un constructo de gran interés clínico por su relevancia en los diversos cuadros psicopatológicos, así como por su asociación con la conducta de búsqueda de ayuda psicológica, con el estrés y con el bienestar general. (Vázquez, Jiménez & Vázquez, 2004.)
Muy particularmente se ha asociado con cuadros como la depresión, los trastornos alimentarios, los trastornos de personalidad, la ansiedad, y la fobia social. Asimismo se ha señalado que el nivel de autoestima es un excelente predictor de la depresión.[cita requerida]
El estudio de la autoestima es, por tanto, un aspecto esencial en la investigación psicopatológica, siendo de interés la disponibilidad de instrumentos adecuadamente validados para su evaluación.
La Escala de Autoestima de Rosenberg es una de las escalas más utilizadas para la medición global de la autoestima. Desarrollada originalmente por Rosenberg (1965) para la evaluación de la autoestima en adolescentes, incluye diez ítems cuyos contenidos se centran en los sentimientos de respeto y aceptación de sí mismo/a. La mitad de los ítems están enunciados positivamente y la otra mitad negativamente(ejemplos, sentimiento positivo: " creo que tengo un buen número de cualidades " sentimiento negativo: " siento que no tengo muchos motivos para sentirme orgulloso de mi" ). Es un instrumento unidimensional que se contesta en una escala de 4 alternativas, que va desde " muy de acuerdo" a " muy en desacuerdo", respectivamente.

## Falsos estereotipos

### La comodidad no es autoestima
A una persona con la autoestima baja —o «equivocada», según la terminología de Branden—, cualquier estímulo positivo, a lo más que podrá llegar, será a hacerla sentir cómoda o, a lo sumo, mejor con respecto a sí misma únicamente durante un tiempo. Por lo tanto, los bienes materiales, o las relaciones sexuales, o el éxito, o el aspecto físico, por sí solos, producirán sobre esa persona comodidad, o bien un falso y efímero desarrollo de la autoestima, pero no potenciarán realmente la confianza y el respeto hacia uno mismo.

### La autoestima no es competitiva ni comparativa
Paradójicamente, la mayoría de las personas buscan la autoconfianza y el autorrespeto fuera de sí mismas, motivo por el cual están abocadas al fracaso. Según Nathaniel Branden, «la autoestima se comprende mejor como una suerte de logro espiritual o mental, es decir, como una victoria en la evolución de la conciencia». Así, la autoestima proporciona serenidad espiritual, la cual a su vez permite a las personas disfrutar de la vida.

El estado de una persona que no está en guerra ni consigo misma ni con los demás es una de las características más significativas de una autoestima sana.
Nathaniel Branden

La verdadera autoestima no se expresa mediante la autoglorificación a expensas de los demás, o por medio del afán de ser superior a otras personas o de rebajarlas para elevarse uno mismo. La arrogancia, la jactancia y la sobrevaloración de las propias capacidades revelan una autoestima equivocada, y no un exceso de autoestima.
La autoestima es la base fundamental para que el ser humano desarrolle al máximo sus capacidades, es el punto de partida para el desarrollo positivo de las relaciones humanas, del aprendizaje, de la creatividad y de la responsabilidad personal.

### La salud mental
Está muy presente la relación entre la salud mental y la autoestima en la sociedad contemporánea. Una creencia popular es que la salud mental depende de la autoestima, y viceversa. Esto no es completamente correcto, pero sí hay una relación importante que afecta a cómo se ven estos temas en el ámbito social. Ha sido comprobado que una persona con mayor autoestima y autovaloración es menos proclive a padecer problemas en su salud mental. 

## Indicadores de la autoestima

### Indicadores positivos de autoestima
(Adaptados de D. E. Hamachek, Encounters with the Self, Rinehart, Nueva York, 1971).
La persona que se autoestima suficientemente:
1. Cree con firmeza en ciertos valores y principios, y está dispuesta a defenderlos incluso aunque encuentre oposición. Además, se siente lo suficientemente segura de sí misma como para modificarlos si la experiencia le demuestra que estaba equivocada.
2. Es capaz de obrar según crea más acertado, confiando en su propio criterio, y sin sentirse culpable cuando a otros no les parezca bien su proceder.
3. No pierde el tiempo preocupándose en exceso por lo que le haya ocurrido en el pasado ni por lo que le pueda ocurrir en el futuro. Aprende del pasado y proyecta para el futuro, pero vive con intensidad el presente.
4. Confía plenamente en su capacidad para resolver sus propios problemas, sin dejarse acobardar fácilmente por fracasos y dificultades. Y, cuando realmente lo necesita, está dispuesta a pedir la ayuda de otros.
5. Como persona, se considera y siente igual que cualquier otro; ni inferior, ni superior; sencillamente, igual en dignidad; y reconoce diferencias en talentos específicos, prestigio profesional o posición económica.
6. Da por sentado que es interesante y valiosa para otras personas, al menos para aquellos con los que mantiene amistad.
7. No se deja manipular, aunque está dispuesta a colaborar si le parece apropiado y conveniente.
8. Reconoce y acepta en sí misma diferentes sentimientos y pulsiones, tanto positivos como negativos, y está dispuesta a revelárselos a otra persona, si le parece que vale la pena y así lo desea.
9. Es capaz de disfrutar con una gran variedad de actividades.
10. Es sensible a los sentimientos y necesidades de los demás; respeta las normas sensatas de convivencia generalmente aceptadas, y entiende que no tiene derecho —ni lo desea— a medrar o divertirse a costa de otros.[cita requerida]

### Indicios negativos de autoestima
La persona con autoestima deficiente suele manifestar algunos de los siguientes síntomas:
- Autodesprecio: Insultarte a ti mismo o minimizar tus sentimientos, de manera muy similar al abuso psicológico pero interiorizado.
- Autocrítica rigorista: tendiente a crear un estado habitual de insatisfacción consigo misma.
- Hipersensibilidad a la crítica: que le hace sentirse fácilmente atacado y a experimentar resentimientos pertinaces contra sus críticos.
- Indecisión crónica: no tanto por falta de información, sino por miedo exagerado a equivocarse.
- Deseo excesivo de complacer: no se atreve a decir «no», por temor a desagradar y perder la benevolencia del peticionario.
- Perfeccionismo: o autoexigencia de hacer «perfectamente», sin un solo fallo, casi todo cuanto intenta; lo cual puede llevarlo a sentirse muy mal cuando las cosas no salen con la perfección exigida.
- Culpabilidad neurótica: se condena por conductas que no siempre son objetivamente malas, exagera la magnitud de sus errores y delitos y/o los lamenta indefinidamente, sin llegar a perdonarse por completo
- Hostilidad flotante: irritabilidad a flor de piel, siempre a punto de estallar aun por cosas de poca importancia; propia del supercrítico a quien todo le sienta mal, todo le disgusta, todo le decepciona, nada le satisface.
- Tendencias defensivas: un negativo generalizado (todo lo ve negro: su vida, su futuro y, sobre todo, su sí mismo) y una inapetencia generalizada del gozo de vivir y de la vida misma.
- Críticos con los demás: en ocasiones, una persona que padece de una baja autoestima puede llegar a emplear la crítica hacia otras personas cuando algo sale mal, especialmente cuando se trate de defenderse a uno mismo ante una situación incómoda, con la pretensión de demostrar su inocencia. Incluso, puede que la persona que padece autoestima baja no llegue a ser consciente de su comportamiento y que no lo haga con una mala intención.

[cita requerida]

### Repercusión de los desequilibrios de autoestima en adolescentes
Los desequilibrios de autoestima pueden presentarse de formas como las siguientes:[cita requerida]
Trastornos psicológicos:
- Ideas de suicidio.
- Falta de apetito.
- Pesadumbre.
- Poco placer en las actividades (anhedonia).
- Pérdida de la visión de un futuro.
- Estado de ánimo triste, ansioso o vacío persistente.
- Desesperanza y pesimismo.
- Sentimientos de culpa, inutilidad y desamparo.
- Dificultad para concentrarse, recordar y tomar decisiones.
- Trastornos en el sueño.
- Inquietud, irritabilidad.
- Dolores de cabeza.
- Trastornos digestivos y náuseas.

Trastornos afectivos:
- Dificultad para tomar decisiones.
- Enfoque vital derrotista.
- Miedo.
- Ansiedad.
- Irritabilidad.

Trastornos intelectuales:
- Mala captación de estímulos.
- Mala fijación de los hechos de la vida cotidiana.
- Dificultad de comunicación.
- Autodevaluación (baja autoestima)
- Incapacidad de enfrentamiento.
- Ideas o recuerdos repetitivos molestos.

Trastornos de conducta:
- Descuido de las obligaciones y el aseo personal.
- Mal rendimiento en las labores.
- Tendencia a utilizar sustancias nocivas.

Trastornos somáticos:
- Insomnio.
- Inquietud en el sueño.
- Anorexia.
- Bulimia.
- Vómitos o náuseas con mareos
- Tensión en músculos de la nuca.
- Enfermedades del estómago.
- Alteraciones en la frecuencia del ritmo cardíaco.

## Breve reseña histórica
- La autoestima, como vivencia psíquica, ha acompañado al ser humano desde sus comienzos.[1]

- El constructo psicológico de autoestima (o autoconcepto) se remonta a William James, a finales del siglo XIX, quien, en su obra Los Principios de la Psicología, estudiaba el desdoblamiento de nuestro «Yo-global» en un «Yo-conocedor» y un «Yo-conocido». Según James, de este desdoblamiento, del cual todos somos conscientes en mayor o menor grado, nace la autoestima.[1]

- Ya entrado el siglo XX, la influencia inicial de la psicología conductista minimizó el estudio introspectivo de los procesos mentales, las emociones y los sentimientos, reemplazándolo por el estudio objetivo mediante métodos experimentales de los comportamientos observados en relación con el medio. El conductismo situaba al ser humano como un animal sujeto a reforzadores, y sugería situar a la propia psicología como una ciencia experimental similar a la química o a la biología. Como consecuencia, se descuidó durante bastante tiempo el estudio sistemático de la autoestima, que era considerada una hipótesis poco susceptible de medición rigurosa.[1]

- A mediados del siglo XX, y con la psicología fenomenológica y la psicoterapia humanista, la autoestima volvió a cobrar protagonismo y tomó un lugar central en la autorrealización personal y en el tratamiento de los trastornos psíquicos. Se empezó a contemplar la satisfacción personal y el tratamiento psicoterapéutico, y se hizo posible la introducción de nuevos elementos que ayudaban a comprender los motivos por los que las personas tienden a sentirse poco valiosas, desmotivadas e incapaces de emprender por ellas mismas desafíos.[1]

- Carl Rogers, máximo exponente de la psicología humanista, expuso su teoría acerca de la aceptación y autoaceptación incondicional como la mejor forma de mejorar la autoestima.

- Robert B. Burns considera que la autoestima es el conjunto de las actitudes del individuo hacia sí mismo. El ser humano se percibe a nivel sensorial; piensa sobre sí mismo y sobre sus comportamientos; se evalúa y los evalúa. Consecuentemente, siente emociones relacionadas consigo mismo. Todo ello evoca en él tendencias conductuales dirigidas hacia sí mismo, hacia su forma de ser y de comportarse, y hacia los rasgos de su cuerpo y de su carácter, y ello configura las actitudes que, globalmente, llamamos autoestima. Por lo tanto, la autoestima, para Burns, es la percepción evaluativa de uno mismo. En sus propias palabras: «la conducta del individuo es el resultado de la interpretación peculiar de su medio, cuyo foco es el sí mismo».[1]

- Investigadores como Coopersmith (1967), Brinkman et al. (1989), López y Schnitzler (1983), Rosemberg y Collarte, si bien exponen conceptualizaciones de la autoestima diferentes entre sí, coinciden en algunos puntos básicos, como que la autoestima es relevante para la vida del ser humano y que constituye un factor importante para el ajuste emocional, cognitivo y práctico de la persona.[7] Agrupando las aportaciones de los autores citados, se obtendría una definición conjunta como la siguiente:

La autoestima es una competencia específica de carácter socio-afectivo que constituye una de las bases mediante las cuales el sujeto realiza o modifica sus acciones. Se expresa en el individuo a través de un proceso psicológico complejo que involucra a la percepción, la imagen, la estima y el autoconcepto que este tiene de sí mismo. En este proceso, la toma de conciencia de la valía personal se va construyendo y reconstruyendo durante toda la vida, tanto a través de las experiencias vivenciales del sujeto, como de la interacción que este tiene con los demás y con el ambiente.

## Críticas al concepto de autoestima
Según el enfoque socialista del psicólogo cubano Ovidio D´Angelo Hernández, la autoestima, al depender en parte de la heteroestima, se ve intensamente influida por las condiciones sociales. El concepto que una persona tiene de sí misma y de los demás, y lo que una persona siente por sí misma y por los demás, son la base de las relaciones humanas, y por lo tanto, decisivos para las contingencias del ser humano. Según D’Angelo Hernández, las personas normalmente conviven con su ego, debiendo lidiar continuamente con las consecuencias de esto; dicho de otro modo, el altruismo puro, salvo en personas de gran bondad y dedicadas íntegramente al desarrollo espiritual, raramente se encuentra. La cultura, la política, la economía, la sociedad, la historia misma, están determinadas por la autoestima de las personas, y al mismo tiempo son determinantes. Nada escapa a la influencia de la autoestima, ni siquiera la propia concepción de la autoestima. Por ello, y para evitar confusiones, deberá valorarse el concepto de autoestima de forma diferente según cada ideología.[cita requerida]
En otras palabras, la autoestima es la suma de la confianza y el respeto por uno mismo. Refleja el juicio implícito que cada uno hace de su habilidad para enfrentar los desafíos de la vida (para comprender y superar los problemas) y de su derecho a ser feliz (respetar y defender sus intereses y necesidades).
Una mejora de la autoestima es una forma de prevenir el desarrollo de problemas psicológicos frecuentes en niños y adolescentes. Diversos estudios y revisiones indican un efecto positivo de la actividad física sobre la depresión, la ansiedad y problemas de conducta en niños y adolescentes. Sin embargo, estos estudios no se han actualizado desde su publicación inicial, por lo que es necesaria una revisión actualizada sobre la efectividad de las intervenciones basadas en el ejercicio para promover la autoestima en los niños y jóvenes.
Una revisión sistemática de 23 estudios, realizados en Estados Unidos, Canadá, Australia y Nigeria, y cuyos participantes fueron niños y adolescentes entre 3 y 20 años de edad, determinó que las intervenciones de ejercicios físicos tienen efectos positivos sobre la autoestima, al menos en el corto plazo. No hubo diferencias significativas en los efectos según la duración o el tipo de intervención, y dado que no se entregaron resultados de seguimiento, no se conocen los efectos a largo plazo. No obstante, existen varias deficiencias metodológicas y sesgos en los estudios, por lo que se necesitan más investigaciones que proporcionen evidencia más robusta.

### El concepto estadounidense de la autoestima: críticas y controversia
Una interpretación sesgada del concepto de autoestima, tal como se entiende en algunas capas de la sociedad norteamericana, donde se admite y promueve en gran medida el narcisismo (e incluso se habla de «narcisismo saludable»), ha sido ocasionalmente criticado desde diferentes campos, por figuras como el dalái lama, Carl Rogers, Paul Tillich y Alfred Korzybski.
Tal vez las críticas teóricas y operativas más duras provengan del psicólogo estadounidense Albert Ellis, quien en numerosas ocasiones ha calificado la filosofía de la autoestima como esencialmente autofrustrante y destructiva en última instancia. Ellis considera que, aunque la propensión y tendencia del ser humano hacia el ego es innata, la filosofía de la autoestima aparece en un análisis definitivo como irreal, ilógica y destructiva para el individuo y para la sociedad, proporcionando más daño que beneficio. Cuestiona los fundamentos y la utilidad de la fuerza del ego, y afirma que la autoestima está basada en premisas definitorias arbitrarias, y sobre un pensamiento sobre-generalizado, perfeccionista y ostentoso. Ellis agrega que los seres humanos tienen una fuerte tendencia a evaluarse o juzgarse, no tienen por qué hacerlo, y se comportan de forma irracional cuando lo hacen; pues simplemente podrían aceptar su existencia "como existo, prefiero seguir vivo y mientras lo esté, prefiero ser feliz". Admite que la consideración y valoración de los comportamientos y características son funcionales e incluso necesarios, pero ve la consideración y valoración de la totalidad de los seres humanos y la totalidad de uno mismo como irracionales, antiéticas y absolutistas. Según Ellis, la alternativa más saludable es la autoaceptación y aceptación de los demás de forma incondicional. Utiliza una psicoterapia denominada Rational Emotive Behavior Therapy («terapia de comportamiento emotivo racional»). También se le conoce como Terapia Racional Emotiva Conductual.